# ألف ببكر
ألف ببكر (بالإنجليزية: Alf Baker)‏ (27 أبريل 1898 في المملكة المتحدة - 1 أبريل 1955) هو لاعب كرة قدم بريطاني (وحمل سابقاً جنسية المملكة المتحدة لبريطانيا العظمى وأيرلندا) في مركزي الدفاع والظهير. شارك مع منتخب إنجلترا لكرة القدم. أما مع النوادي، فقد لعب مع نادي أرسنال.

## وصلات خارجية
- ألف ببكر على موقع قاعدة بيانات كرة القدم.إي يو (الإنجليزية)
- ألف ببكر على موقع ناشيونال فوتبول تيمز (الإنجليزية)